# بدر بلال
بدر بلال من مواليد 1962م ، لاعب كرة قدم قطري سابق. وقد كان يلعب مع نادي السد. وقد لعب مع منتخب قطر لكرة القدم.
وقد شارك في كاس الخليج ابتداء من خليجي 82 بالإمارات ، خليجي 86 البحرين

## روابط خارجية
- بدر بلال على موقع الاتحاد الدولي (مؤرشف)  (الإنجليزية)
- بدر بلال على موقع كووورة